# Cape Breton—Canso—Antigonish
Pour les articles homonymes, voir Cap-Breton (homonymie).
Circonscription électorale fédérale du Canada
Cape Breton—Canso—Antigonish (auparavant connue sous le nom de Cape Breton—Canso, Bras d'Or et Bras d'Or—Cape Breton) est une circonscription électorale fédérale canadienne dans la province de la Nouvelle-Écosse.
Elle comprend la partie sud de l'île du Cap-Breton de la péninsule néo-écossaise, dont le comté de Guysborough, le comté de Richmond, une partie du comté d'Inverness, une partie du comté d'Antigonish et une partie de la municipalité régionale du Cap-Breton.

## Historique
La circonscription de Bras d'Or a été créée en 1996 avec des parties de Cape Breton Highlands—Canso et Cape Breton—East Richmond. Renommée Brasa d'Or—Cape Breton en 1998, elle fut abolie en 2003 et incorporée dans la nouvelle circonscription de Cape Breton—Canso, à laquelle fut incorporée une partie de Pictou—Antigonish—Guysborough.
À la suite du découpage de la carte électorale de 2022, la circonscription sera renommée Cape Breton—Canso—Antigonish. Elle gagne les comtés d'Antigonish, Victoria et l'ouest d'Inverness.

## Liste des députés
| Législature                                                                 | Mandat        | Député | Député            | Parti         |
| --------------------------------------------------------------------------- | ------------- | ------ | ----------------- | ------------- |
| Bras d'Or issue de Cape Breton Highlands—Canso et Cape Breton—East Richmond |               |        |                   |               |
| 26e                                                                         | 1997–2000     |        | Michelle Dockrill | Néo-démocrate |
| Bras d'Or—Cape Breton                                                       |               |        |                   |               |
| 37e                                                                         | 2000–2004     |        | Rodger Cuzner     | Libéral       |
| Cape Breton—Canso                                                           |               |        |                   |               |
| 38e                                                                         | 2004–2006     |        | Roger Cuzner      | Libéral       |
| 39e                                                                         | 2006–2008     |        | Roger Cuzner      | Libéral       |
| 40e                                                                         | 2008–2011     |        | Roger Cuzner      | Libéral       |
| 41e                                                                         | 2011–2015     |        | Roger Cuzner      | Libéral       |
| 42e                                                                         | 2015–2019     |        | Roger Cuzner      | Libéral       |
| 43e                                                                         | 2019–2021     |        | Mike Kelloway     | Libéral       |
| 44e                                                                         | 2021–2025     |        | Mike Kelloway     | Libéral       |
| Cape Breton—Canso—Antigonish                                                |               |        |                   |               |
| 45e                                                                         | 2025–en cours |        | Jaime Battiste    | Libéral       |

## Résultats électoraux
Modèle:Élection générale canadienne de 2025 — Cape Breton—Canso—Antigonish
|       | Candidat            | Parti        | # de voix | % des voix |
|       | Adam Daniel Rodgers | Conservateur | +06 246,  | 14,45 %    |
|       | (X) Rodger Cuzner   | Libéral      | +32 163,  | 74,39 %    |
|       | Michelle A. Smith   | NPD          | +03 547,  | 8,2 %      |
|       | Maria Goretti Coady | Vert         | +01 279,  | 2,96 %     |
| Total | Total               | Total        | 43 235    | 100 %      |

|       | Candidat                 | Parti        | # de voix | % des voix |
|       | Derrick Clarence Kennedy | Conservateur | +10 873,  | 30,65 %    |
|       | (x) Rodger Cuzner        | Libéral      | +16 478,  | 46,45 %    |
|       | Marney Jeanne Simmons    | NPD          | +06 984,  | 19,69 %    |
|       | Glen Carabin             | Vert         | +01 141,  | 3,22 %     |
| Total | Total                    | Total        | 35 476    | 100 %      |

|       | Candidat             | Parti        | # de voix | % des voix |
|       | Allan Richard Murphy | Conservateur | +08 524,  | 23,5 %     |
|       | (x) Rodger Cuzner    | Libéral      | +17 447,  | 48,1 %     |
|       | Mark MacNeill        | NPD          | +07 660,  | 21,12 %    |
|       | Dwayne MacEachern    | Vert         | +02 641,  | 7,28 %     |
| Total | Total                | Total        | 36 272    | 100 %      |